# 薫くみこ
薫 くみこ（くん くみこ、1958年 - ）は、日本の児童文学作家、絵本作家。
ENEOS童話賞選考委員。
代表作に「十二歳」シリーズ、「おまかせ探偵局」シリーズなど。

## 来歴
1958年、東京都に生まれる。女子美術大学デザイン科卒業。広告デザイナーを経て、児童文学、絵本、童話の創作を始める。
1982年「十二歳の合い言葉」（ポプラ社）で第12回児童文芸新人賞を受賞。1994年「風と夏と11歳 - 青奈とかほりの物語」（ポプラ社）で産経児童出版文化賞を受賞。2007年「なつのおうさま」（ポプラ社）で第18回ひろすけ童話賞を受賞。

## 主な著作
- 『風と夏と11歳 - 青奈とかほりの物語』（ポプラ社、新・こども文学館） 1993年6月　ISBN：9784591032343
- 『悲しいくらい好きだった』（のぞえ咲絵、ポプラ社、ポプラ怪談倶楽部 5） 1996年9月　ISBN：9784591051665
- 『なつのおうさま』（ささめやゆき絵、ポプラ社） 2007年6月  ISBN：9784591098097
- 『ぜんぶ夏のこと』（PHP研究所） 2013年6月  ISBN：9784569783253

### 「十二歳」シリーズ
全5作。ポプラ社、ポプラポケット文庫
- 『十二歳の合い言葉』 2005年9月  ISBN：9784591088845
- 『あした天気に十二歳』 2005年12月  ISBN：9784591090039
- 『十二歳はいちどだけ』 2006年4月  ISBN：9784591091777
- 『きらめきの十二歳』 2006年10月  ISBN：9784591094259
- 『さよなら十二歳のとき』 2009年08月  ISBN：9784591110874

### 「おまかせ探偵局」シリーズ
全10作。ポプラ社
- 『人魚の身の上相談』
- 『乙女はせつないバレンタイン』
- 『幽霊はデートがおすき』
- 『危機一髪はハートの気分』
- 『キャンプの夜にご用心』
- 『身がわりロマンチック』
- 『マンホールに投げキッス』
- 『雪の夜は不思議色』
- 『ちょっぴりせつない初恋ワープ』
- 『クライマックス・おもいっきり』

### 「もりもり小学校」
- 『もりもり小学校 まじょのカレーパーティー』（作・絵、ポプラ社） 2003年6月  ISBN：9784591077412
- 『もりもり小学校 まほうのハンバーグ』（作・絵、ポプラ社） 2003年10月  ISBN：9784591078761
- 『もりもり小学校 なぞなぞおべんとう』（作・絵、ポプラ社） 2004年3月  ISBN：9784591080795
- 『もりもり小学校 どきどきバースデーケーキ』（作・絵、ポプラ社） 2004年6月  ISBN：9784591081549
- 『もりもり小学校 ふわふわコットンキャンディー』（作・絵、ポプラ社） 2005年2月  ISBN：9784591083994

### 「2年3組 ワハハぐみ」
- 『2年3組 ワハハぐみ』（かわかみたかこ絵、ポプラ社、ポプラちいさなおはなし） 2007年10月  ISBN：9784591099377
- 『2年3組ワハハぐみ テストで100てんとるにはね』（かわかみたかこ絵、ポプラ社、ポプラちいさなおはなし） 2008年4月  ISBN：9784591103036

### 「スパイガールGOKKO」シリーズ
- 『スパイガールGOKKO』（高橋由季絵、ポプラ社） 2018年8月  ISBN：9784591159460
- 『スパイガールGOKKO 極秘任務はおじょうさま』（高橋由季絵、ポプラ社） 2019年11月  ISBN：9784591164181
- 『スパイガールGOKKO 異界からのラブレター』（高橋由季絵、ポプラ社） 2020年5月  ISBN：9784591166543

### 再話
- 『若草物語』（L・M・オルコット作、こみねゆら絵、ポプラ社、ポプラ世界名作童話 13） 2016年11月  ISBN：9784591151792

### 絵本
- 『ぼく、どうしよう???』（武田美穂絵、ポプラ社、えほんはともだち） 1992年  ISBN：9784591041741
- 『ふしぎなゆきの日』（さとうゆうこ絵、ポプラ社、えほんとなかよし） 1993年  ISBN：9784591039557
- 『ゆきの日のおかしのいえ』（さとうゆうこ絵、ポプラ社、えほんとなかよし） 1995年10月  ISBN：9784591043387
- 『ひとりでバスにのりました』（のぞえ咲絵、架空社） 1996年  ISBN：9784906268962
- 『おひさまライオン』（北住ユキ絵、ポプラ社、えほんとなかよし） 1996年3月  ISBN：9784591049389
- 『あのときすきになったよ』（飯野和好絵、教育画劇、みんなのえほん)） 1998年4月  ISBN：9784774604299
- 『世界一すてきなおくりもの』（えんどうひとみ絵、ポプラ社） 2001年11月  ISBN：9784591070185
- 『リリーテ! となりのジュリエット』（清田貴代絵、ポプラ社、だいすきBOOKS） 2002年12月　ISBN：9784591074473
- 『きらきらひりひり』（川上越子絵、ポプラ社、絵本カーニバル） 2003年6月  ISBN：9784591077375
- 『サンタクロースはきっとくる』（小松咲子絵、ポプラ社、絵本・いつでもいっしょ） 2003年11月  ISBN：9784591078716
- 『サンタさんにあっちゃった』（colobockle（たちもとみちこ）絵、ポプラ社、絵本・いつでもいっしょ） 2004年10月  ISBN：9784591083017
- 『ハキちゃんの「はっぴょうします」』（つちだのぶこ絵、佼成出版社、おはなしドロップシリーズ） 2006年3月  ISBN：9784333021987
- 『きのうのおひさま、どこにいったの?』（いもとようこ絵、ポプラ社、絵本・いつでもいっしょ） 2006年6月  ISBN：9784591092804
- 『プンプンぷんかちゃん』（山西ゲンイチ絵、ポプラ社、絵本・いつでもいっしょ） 2007年5月  ISBN：9784591097724
- 『このゆびとまれ』（久本直子絵、岩崎書店、レインボーえほん） 2007年5月  ISBN：9784265069798
- 『ちかちゃんのはじめてだらけ』（井上洋介絵、日本標準、シリーズ本のチカラ） 2007年6月  ISBN：9784820802945
- 『トランプリンセス』（つじむらあゆこ絵、佼成出版社、どんぐりえほん） 2008年12月  ISBN：9784333023592
- 『赤いポストとはいしゃさん』（黒井健絵、ポプラ社、絵本のおもちゃばこ） 2009年3月  ISBN：9784591105160
- 『しらゆきちりか ちっちゃいな』（大島妙子絵、PHP研究所、PHPとっておきのどうわ） 2020年2月  ISBN：9784569789163

#### 「テディベアのえほん」シリーズ
テディベア作成：市川和子
- 『おやすみしましょ』（作・絵、ポプラ社、テディベアのえほん 1） 1994年  ISBN：9784591046067
- 『ひとりでできるかな』（作・絵、ポプラ社、テディベアのえほん 2） 1994年  ISBN：9784591046074
- 『ぱくぱくピクニック』（作・絵、ポプラ社、テディベアのえほん 3） 1994年  ISBN：9784591046081
- 『ぼく、きたよ』（ポプラ社、ベビー・テディベアえほん 1） 2002年  ISBN：9784591071915
- 『すてきな しらせ』（ポプラ社、ベビー・テディベアえほん 2） 2002年  ISBN：9784591071922
- 『きみに あえて…』（ポプラ社、ベビー・テディベアえほん 3） 2002年  ISBN：9784591071939

#### 「チャップとチュチュおとなりどうし」シリーズ
- 『チャップとチュチュおとなりどうし 1 とりかえっこしない?』（関岡麻由巳絵、ポプラ社）  1997年2月  ISBN：9784591052709
- 『チャップとチュチュおとなりどうし 2 エプロンでおてつだい』（関岡麻由巳絵、ポプラ社） 1997年2月  ISBN：9784591052716
- 『チャップとチュチュおとなりどうし 3 まほうであそぼ!』（関岡麻由巳絵、ポプラ社） 1997年2月  ISBN：9784591052723
- 『チャップとチュチュおとなりどうし 4 ゲームでかくれんぼ』（関岡麻由巳絵、ポプラ社） 1997年7月  ISBN：9784591054291
- 『チャップとチュチュおとなりどうし 5 おくりものってうれしいな』（関岡麻由巳絵、ポプラ社） 1997年10月  ISBN：9784591054789

#### 「でんしゃ」シリーズ
- 『みんなでんしゃ』（かとうようこ絵、ひさかたチャイルド） 2009年2月  ISBN：9784893257758
  - 『みんなでんしゃ』（かとうようこ絵、チャイルド本社、大きな大きな絵本） 2009年2月  ISBN：9784805431450
- 『ぎゅうぎゅうでんしゃ』（かとうようこ絵、ひさかたチャイルド） 2010年5月  ISBN：9784893257857
- 『ないしょでんしゃ』（かとうようこ絵、ひさかたチャイルド） 2012年10月  ISBN：9784893259684
- 『つみつみでんしゃ』（かとうようこ絵、ひさかたチャイルド） 2015年8月  ISBN：9784865490442
- 『ぞぞぞぞでんしゃ』（かとうようこ絵、ひさかたチャイルド） 2020年6月  ISBN：9784865492149
- 『どんがらでんしゃ』（かとうようこ絵、ひさかたチャイルド） 2024年3月  ISBN：9784865493184

#### 「パンツちゃん」シリーズ
- 『げんきのみかた パンツちゃん』（つちだのぶこ絵、ポプラ社） 2014年9月  ISBN：9784591141106
- 『だいすきのみかたパンツちゃん』（つちだのぶこ絵、ポプラ社） 2015年3月  ISBN：9784591144381

#### 「ぱっくん」シリーズ
- 『ちいさいごみしゅうしゅうしゃ ぱっくん』（オームラトモコ絵、ひさかたチャイルド） 2018年8月  ISBN：9784865491562
- 『ちいさいごみしゅうしゅうしゃ ぱっくんはどこだ?』（オームラトモコ絵、ひさかたチャイルド） 2022年7月  ISBN：9784865492804

## 翻訳
- 『わたしのいちばん あのこの1ばん』（アリソン・ウォルチ作、パトリス・バートン絵、ポプラ社） 2012年9月  ISBN：9784591130254
- 『Papa! パパーッ!』（フィリップ・コランタン作・絵、ポプラ社） 2002年  ISBN：9784591073841